# サミュエル・カーティス
サミュエル・ライアン・カーティス（Samuel Ryan Curtis、1805年2月3日 - 1866年12月26日）はアメリカ合衆国の軍人で、共和党員として最初に下院議員に選出された一人である。南北戦争中は北軍の将軍として、ミシシッピ川流域戦線を担当した。

## 経歴

### 初期の経歴
カーティスはニューヨーク州シャンプレイン近郊で誕生し、1831年にウェストポイントの陸軍士官学校を卒業した。その後オハイオ州に移動し、そこで弁護士やいくつかの民間の仕事についた。米墨戦争中には大佐に任官され、いくつかの占領都市の軍政長官を務めた。
戦後アイオワ州に移動、1856年にキアカック（Keokuk）の市長となった。1856年の下院議員選挙にアイオワ州第1選挙区から立候補し、当選した。カーティスと第2選挙区で当選したティモシー・デービス（Timothy Davis）は、最初のアイオワ州選出共和党議員となった。カーティスは1858年と1860年にも当選している。彼はエイブラハム・リンカーンを支援しており、リンカーンが大統領になった場合には、その政府の一員となると思われていた。

### 南北戦争
しかしながら南北戦争の勃発により、1861年6月1日にカーティスは大佐に任官し、アイオワ第2連隊の連隊長となったため、政府の職を辞した。その後直ぐに准将に昇進した（5月17日に逆上って昇進）。
西部戦線の総司令官で合ったジョン・C・フレモントが生じさせたセントルイスでの混乱が収まった後の1861年12月25日、フレモントに代わって総司令官となったヘンリー・ハレック少将から、カーティスは南西部軍の司令官に任命された。カーティスは、アーカンソー州における北軍の勢力を固めるため、軍司令部をミズーリ州ローラ（Rolla）に置いた。1862年3月、カーティスの南西部軍は、アーカンソー北西部で起こったピーリッジの戦いに勝利した。しかし、この勝利はカーティスを高揚させることはなく、むしろ気分を沈ませた。戦闘の数日後、「そこにあったのは静謐と悲劇であった。そこはハゲワシと狼に支配されており、死んだ友人も敵の兵士も孤独な墓に眠っていた」と書いている。この成功により1862年3月21日付けで、少将に昇進している。しかし悲劇的なことに、この昇進の報告が彼の手元に届いた同じ日に、20歳の長女サディーが腸チフスで病死したことを知った。
ピーリッジの勝利後、彼の比較的小規模な軍は東方へ移動し、アーカンソーへ侵入、7月にはヘレナ（Helena）を占領した。9月には、カーティスはミズーリ小軍管区（District of Missouri）の司令官に任じられたが、奴隷制度廃止運動に対するカーティスの見解がミズーリ州知事と問題を起こしてしまったため、リンカーンはカーティスを解任した。その後、カンザス軍管区（Department of Kansas）の司令官に任命された。
1863年10月、彼の息子でジェームズ・ブラント（James G. Blunt）准将の副官であったヘンリー・ザラ・カーティス少佐が、ウィリアム・クァントリルのゲリラ部隊に襲われて戦死した。このバクスター・スプリングスの奇襲（Battle of Baxter Springs）では、ゲリラ部隊は北軍の軍服を着用しており、降伏した兵士にも慈悲を与えなかった。カーティスは息子を偲んで。カンザス州の砦の一つをフォート・ザラ（Fort Zarah）と名付けた。
1864年、カーティスはミズーリに進撃していたスターリング・プライス少将の南軍と戦うためにミズーリに戻ってきた。いくつかのカンザス州の民兵連隊も含めて、彼の軍管区の兵士を集め境界軍（Army of the Border）を組織した。プライスの襲撃は、ウェストポートの戦いでのカーティスの勝利によって頓挫した。カーティスはその後、北西軍管区（Department of the Northwest）の司令官として、全く異なる軍事行動であるミネソタ南部とダコタ準州のスー族とアメリカ人入植者の紛争である、ダコタ戦争の最終段階を担当した。
戦争終了後、カーティスはアイオワに戻り、死亡するまで鉄道の伸長に関係した。1866年アイオワ州カウンシルブラフスで死去、かって市長を務めたキアカックのオークランド墓地に埋葬された。

## 参考資料
- Boatner, Mark M. III. The Civil War Dictionary. New York: David McKay, 1959. ISBN 0-679-50013-8
- Eicher, John H., and Eicher, David J., Civil War High Commands, Stanford University Press, 2001, ISBN 0-8047-3641-3
- Shea, William & Hess, Earl, Pea Ridge: Civil War Campaign in the West. University of North Carolina Press, 1992. ISBN 0-8078-4669-4